# Vasile Ardeleanu
Vasile Ardeleanu (* 12. Januar 1929 in Moinești, Kreis Bacău) ist ein ehemaliger rumänischer Politiker der Rumänischen Kommunistischen Partei PCR (Partidul Comunist Român) und Diplomat, der unter anderem zwischen 1969 und 1980 Mitglied der Großen Nationalversammlung (Marea Adunare Națională) war. Er fungierte ferner zwischen 1988 und 1989 als Botschafter in Peru.

## Leben
Vasile Ardeleanu war nach dem Schulbesuch zwischen 1945 und 1947 Hilfsarbeiter in der Holzfabrik von Comănești sowie anschließend Bergmann im Bergwerk von Comănești. Nachdem er 1953 Mitglied der Rumänischen Arbeiterpartei PMR (Partidul Muncitoresc Român) wurde, wurde er zudem auch Instrukteur des Komitees des Kommunistischen Jugendverbandes UTC (Uniunea Tineretului Comunist) in diesem Bergwerk. Er studierte an einer juristischen Fakultät und war 1955 Absolvent der Zentralen Kaderschule des Zentralkomitees der UTS „Filimon Sârbu“. 1957 wurde er Sekretär für Propaganda des Parteikomitees von Moinești sowie 1959 Erster Sekretär des Komitees der Uniunea Tineretului Muncitor (UTM), der Jugendorganisation der Arbeiterpartei, von Moinești. Zugleich wurde er Mitglied des Büros des Parteikomitees von Moinești. Im Anschluss fungierte er zwischen 1962 und 1963 als Leiter der Kommission für Gewerkschaftsangelegenheiten der Organisationsabteilung des Parteikomitees im Kreis Bacău. Zugleich war er Erster Sekretär des Parteikomitees von Moinești.
Nachdem er zwischen 1963 und 1966 ein Studium an der Parteihochschule „Ștefan Gheorghiu“ in Bukarest absolviert hatte, wurde er 1966 Erster Sekretär des Parteikomitees sowie Vorsitzender des Volksrates von Gheorghe Gheorghiu-Dej und behielt diese Funktionen bis 1971. 1969 wurde er ferner Mitglied der Großen Nationalversammlung (Marea Adunare Națională) und vertrat in dieser bis 1980 den in Kreis Prahova gelegenen Wahlkreis Nr. 11 Boldești-Scăeni. Er wurde 1971 Leiter der Organisationsabteilung und Mitglied des Büros des Parteikomitees im Kreis Bacău. Im Anschluss wurde er im März 1975 zunächst Vizepräsident und war im Anschluss zwischen Juli 1979 und September 1984 Erster Vizepräsident des Exekutivkomitees des Volksrates des Kreises Bacău. Er wurde auf dem Dreizehnten Parteitag der PCR (19. bis 22. November 1984) Kandidat des Zentralkomitees (ZK) der PCR und gehörte diesem Gremium bis zum Vierzehnten Parteitag der PCR (20. bis 24. November 1989) an. Zuletzt wurde er am 17. August 1988 Botschafter in Peru und hatte diese Funktion bis zum Zusammenbruch des Kommunismus im Zuge der Revolution am 22. Dezember 1989 inne. 